# Kabupaten de Blitar
Le kabupaten de Blitar, en indonésien Kabupaten Blitar, est un kabupaten situé dans la province indonésienne de Java oriental. Son chef-lieu est la ville de Blitar, qui a le statut de kota et est donc administrativement distincte.

## Histoire

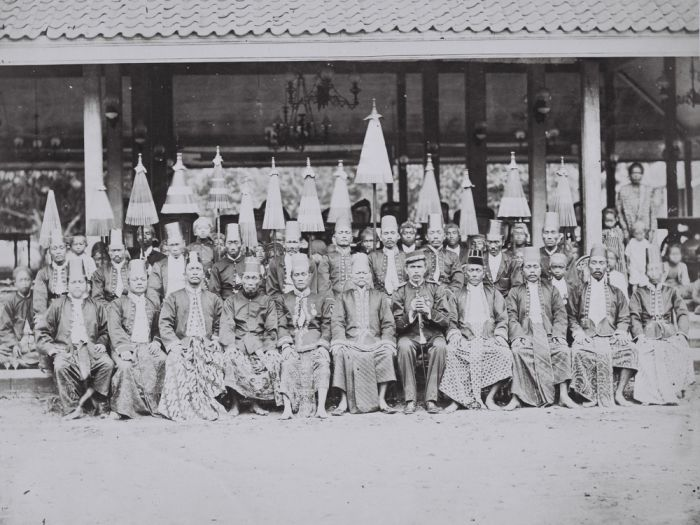
Le regent de Blitar vers 1900

D'après le Nagarakertagama, un poème épique écrit en vieux-javanais en 1365 sous le règne du roi Hayam Wuruk de Majapahit, Lodaya (c'est-à-dire Lodoyo, à 11 km au sud de Blitar) faisait partie, avec Blambangan et Lumajang, des contrées considérées comme marginales pour le royaume.

## Culture ettourisme

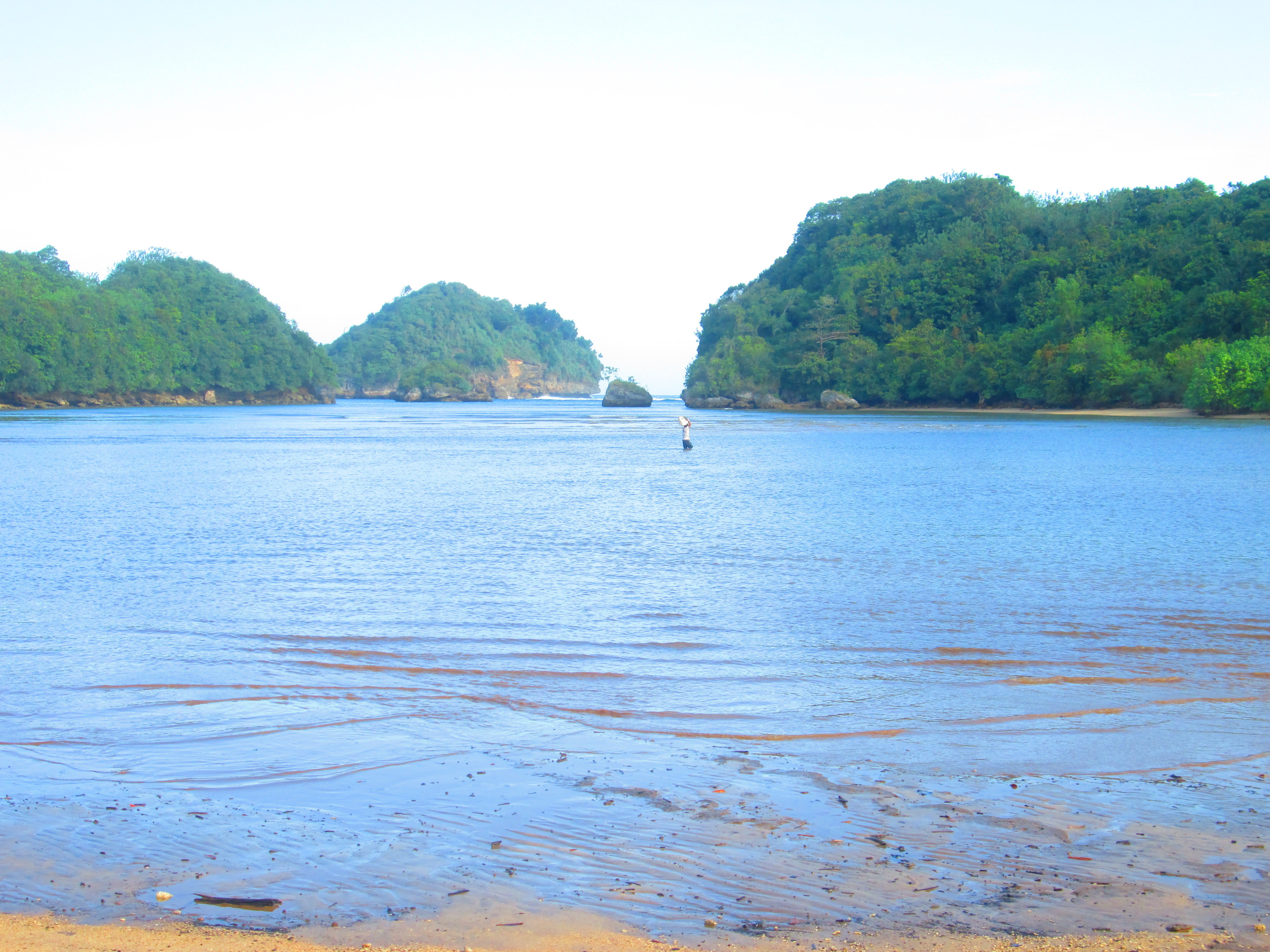
La plage de Clungup

La région de Blitar a gardé un caractère rural, avec un paysage de volcans. On y trouve, outre le temple de Panataran, plusieurs petits temples de l'époque Mojopahit (XIVe – XVe siècles).
Une autre curiosité est le Gong Kyai Pradah à Lodoyo(8° 10′ 00″ S, 112° 13′ 00″ E). Ce gong sacré est l'objet d'un rituel lors du Maulud, fête de la naissance du prophète de l'islam Mahomet. Le gong est alors promené à travers la ville puis baigné rituellement sur la grand'place de la ville. La croyance populaire dit que quiconque est touché par l'eau du bain rituel restera jeune. Ce rituel est similaire à celui du Sekaten de Surakarta et Yogyakarta.
La grotte d'Embultuk se trouve à 5O km de Blitar.
La plage de Tambakrejo se trouve à environ 30 km de Blitar. Durant le mois javanais de Suro a lieu la cérémonie du Larung Sesaji, dans laquelle les pêcheurs font des offrandes à l'océan Indien.
La plage de Jolosutro se trouve à 45 km de Blitar.
A 60 km au sud de Blitar se trouve la plage de Serang.
A 2 km au nord de Blitar se trouve le mausolée de Soekarno, le premier président de la République d’Indonésie.

## Archéologie

### Les temples de la région de Blitar

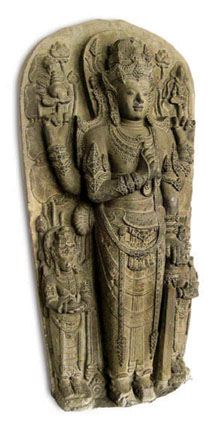
Statue de Harihara, le dieu mi-Shiva mi-Vishnu, provenant du Candi Simping

La région de Blitar a gardé de nombreux, bien que modestes, vestiges de l'époque Majapahit.
- Le temple de Panataran est le plus vaste ensemble religieux de Java Est. Il est le seul exemple encore visible d'un style qu'on retrouve dans l'architecture des temples de Bali. Il est situé à 10 km au nord de Blitar au pied du volcan Kelud. Sa construction a commencé vers 1330 et aurait duré quelque 50 années. Toutefois une inscription indique l'année 1197. L'inscription la plus récente de l'ensemble porte la date de 1454.
- Gambar Wetan : le visiteur est accueilli par la statue d'un gardien, sans doute celui de l'Est, armé d'un gourdin. Une volée de marches mène au sanctuaire, dont il ne reste que la base.
- Sumbernanas : situé dans le village de Candirejo près de Ponggok à l'ouest de Blitar, il n'en reste qu'un tas de pierre.
- Kalicilik : également situé à Candirejo, c'est une tour de brique sur le même modèle que le temple de Singosari. Sa décoration consiste en têtes de Kala et de sculptures végétales.
- Mleri : situé dans le village de Bagelanan près de Ponggok, il en reste des pierres et des sculptures.
- Ganesha de Bara : datée de 1239, cette statue de 1,5 mètre de haut dans le dos duquel est sculpté un makara se trouve dans le village de Tuliskriyo dans le district de Kademangan.
- Sumberjati ou Simping : situé dans le village de Sumberjati près de Kademangan, il fut construit au début du XIVe siècle en l'honneur de Kertarajasa, premier roi de Majapahit. On peut encore voir la base de plusieurs temples et une série de têtes de Kala reposant sur le sol
- Jimbe : on trouve dans ce village du district de Kademangan un petit musée lapidaire dans lequel sont conservées des parties d'un temple.
- Gaprang : dans ce village, on trouve quelques statues, dont un gardien impressionnant.
- Sawentar : situé dans le village du même nom près de Nglegok, au nord de Blitar, il a été construit en 1230. Il semble dédié à Vishnu en raison de la cella contenant une statue de Garuda, le roi des oiseaux et vâhana (monture) du dieu.
- Il y a encore les temples d'Arjo et Gedo au sud de la ville, et Salaraja sur la route vers Malang.

Statuettes à Gaprang (cliché du Koninklijk Instituut voor Taal-, Land- en Volkenkunde)
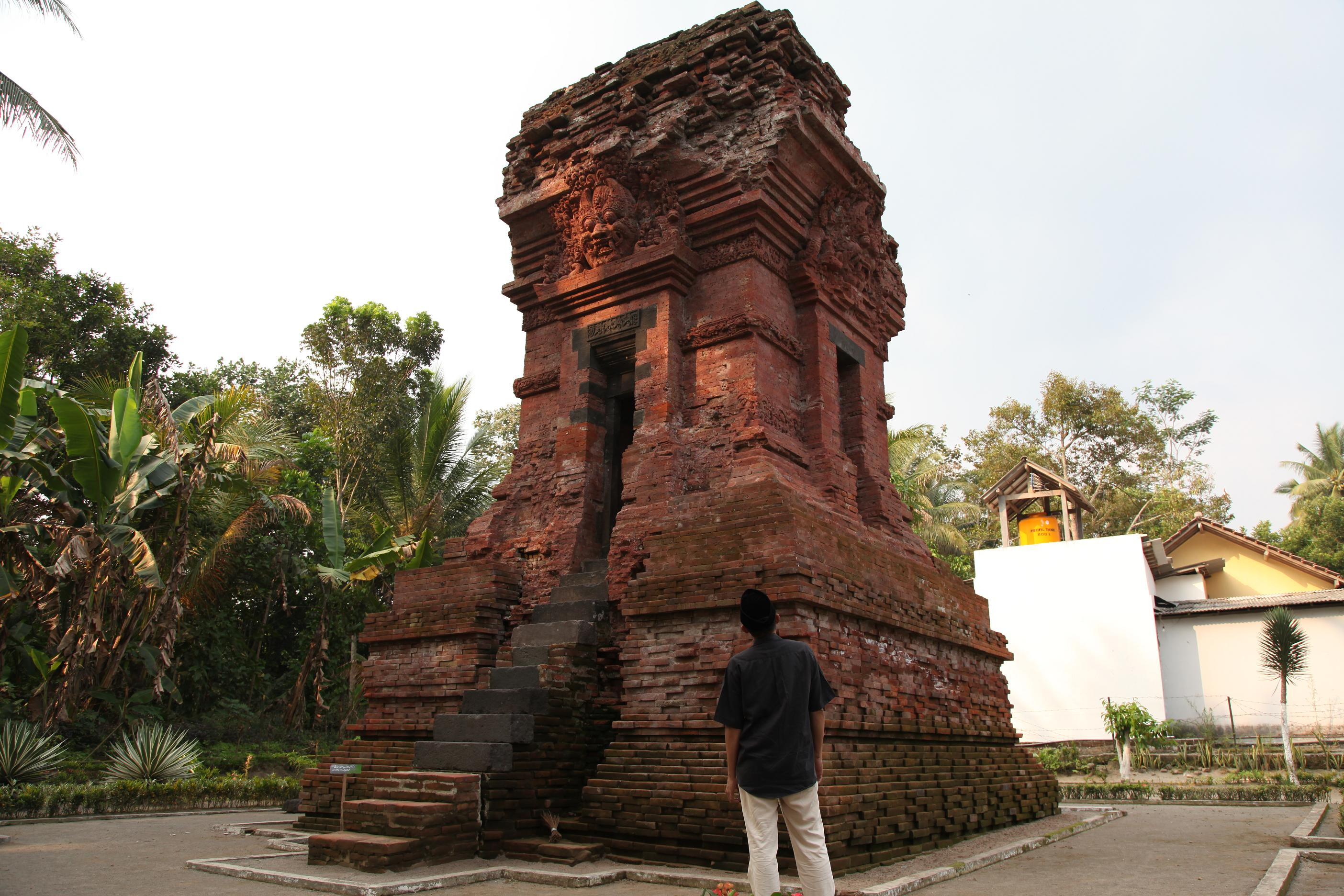
Le Candi Kalicilik
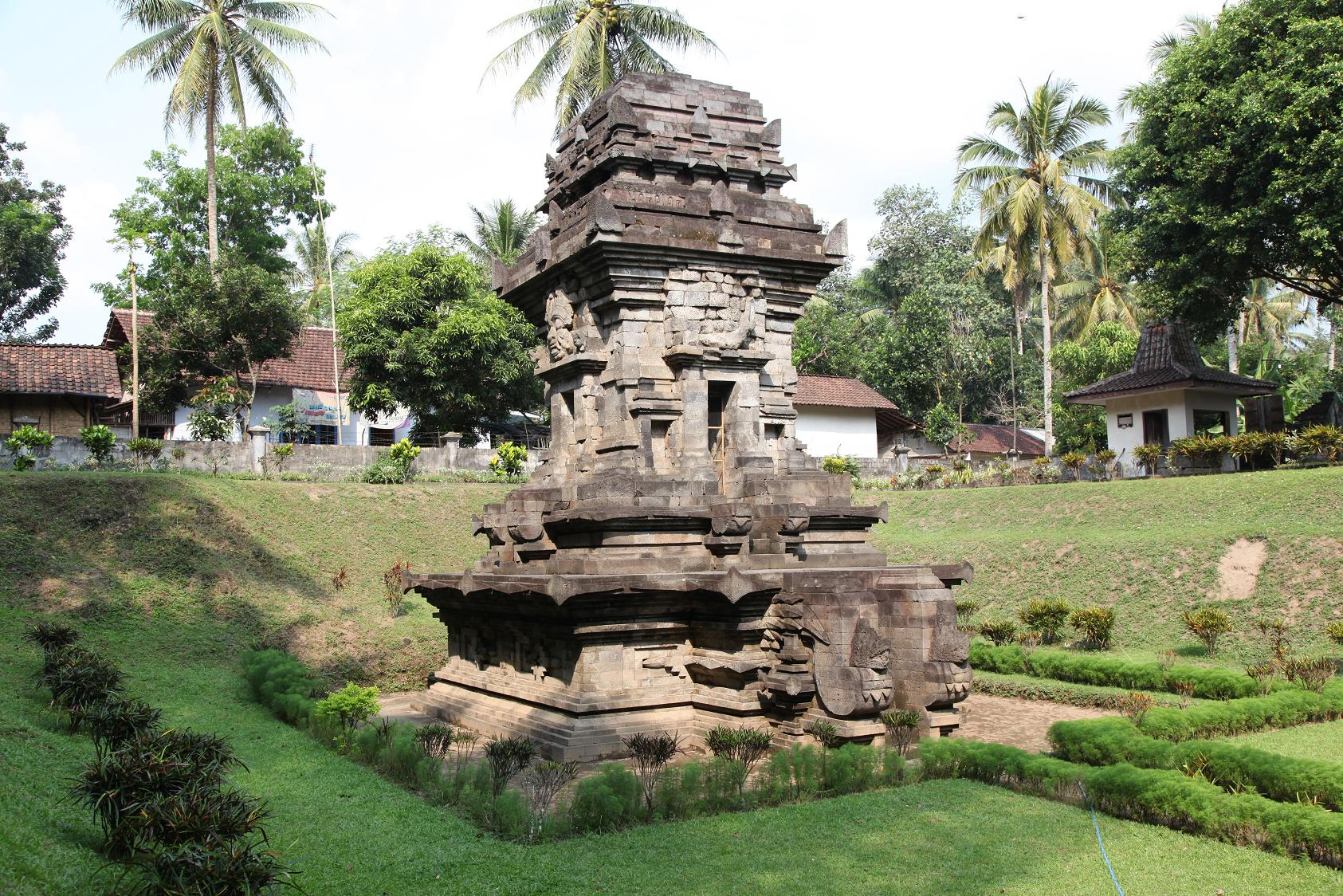
Le Candi Sawentar
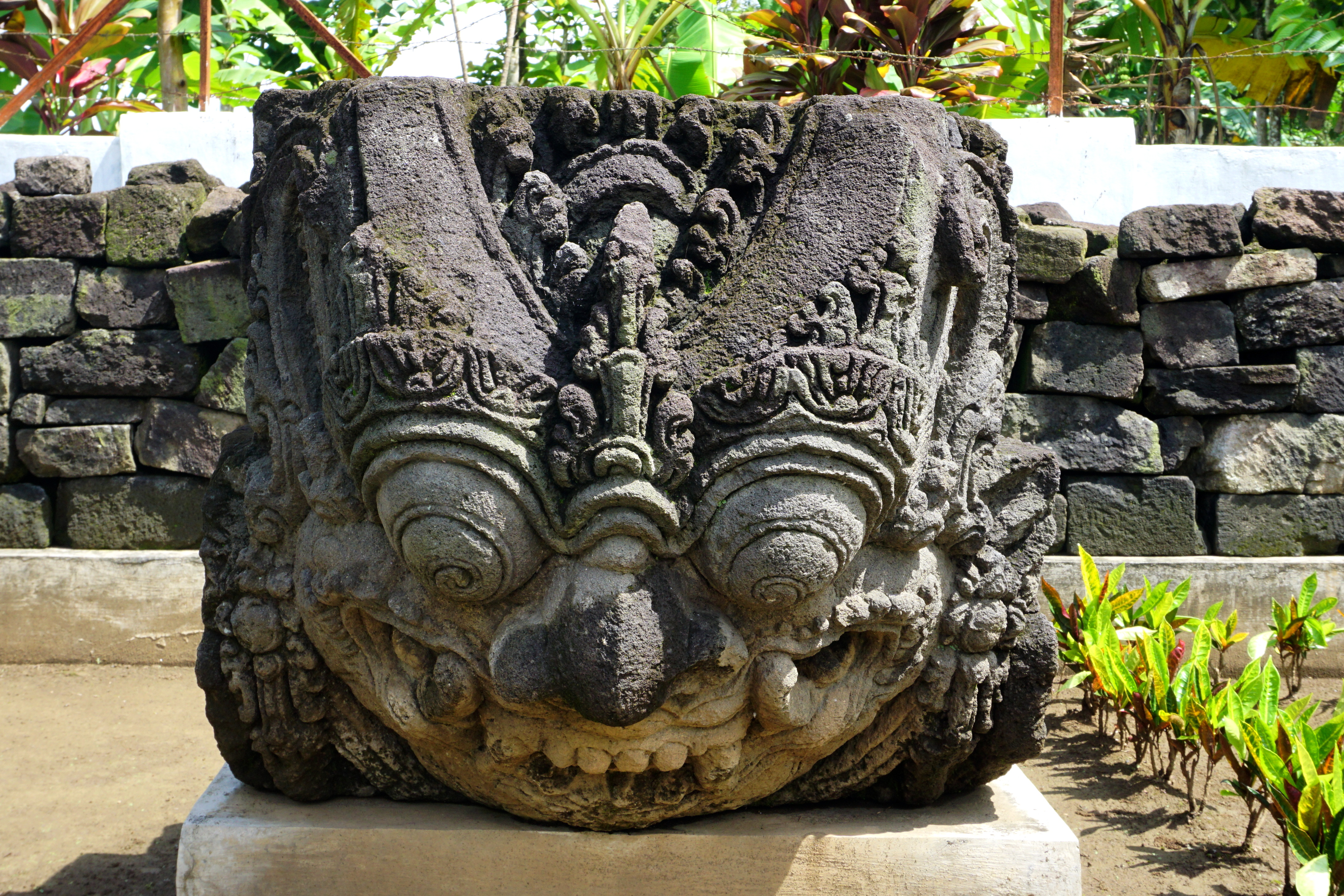
Makara du Candi Simping
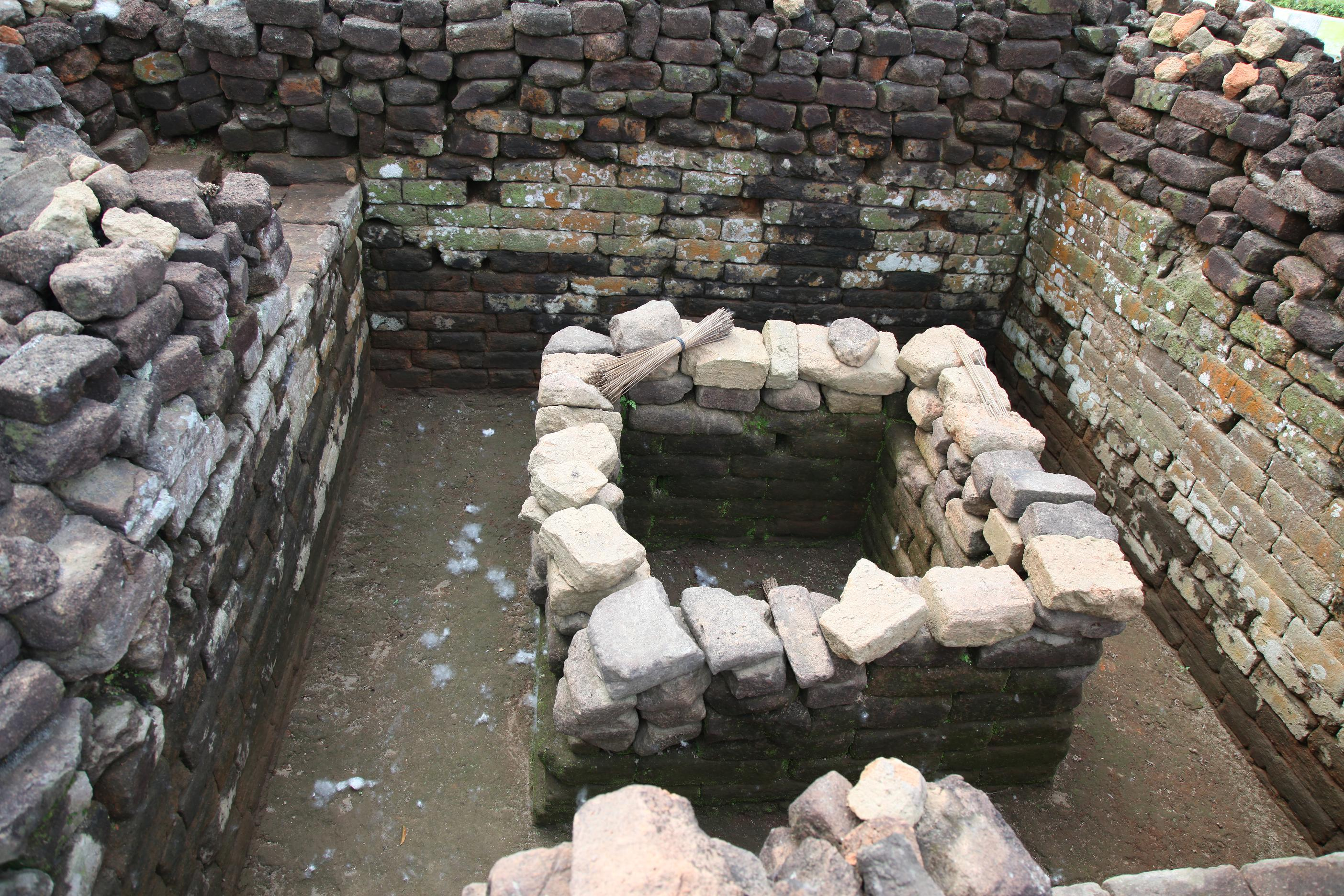
Ce qui reste du Candi Sumbernanas

### Les temples de la région de Wlingi
Wlingi est une petite ville à environ 30 km à l'est de Blitar 8° 05′ 00″ S, 112° 19′ 00″ E. 
- Candi Plumbangan ou Watu Lawang : situé dans le village de Plumbangan, dans le kecamatan (district) de Doko, il en reste un portail reconstitué, un sanctuaire bouddhique et une grande pierre portant des inscriptions. Parmi les sculptures, on remarque une Durga, l'épouse de Shiva, assise sur un animal, et un Sûrya, le dieu soleil, assis sur son char tiré par sept chevaux.
- Candi Kotes : situé dans le village du même nom, dans le district de Gandusari à 25 km à l'est de Blitar, dans un petit parc, il en reste des morceaux reconstitués.
- Candi Wringin Branjang : il se trouve dans le village de Gadungan, également dans le district de Gandusari. Il en reste plusieurs édifices.
- Candi Rambut Monte : situé à 18 km au nord de Wlingi, c'est un parc de loisirs. Les poissons du bassin sont considérés comme sacrés et sont l'objet de cultes traditionnels. Le petit temple curieusement reconstitué présente un lingam sortant d'un lotus, une tête de kala et une tête de serpent couronnée.
- Candi Sirah Kencong : ce site comprend 3 petits temples dont les murs sont recouverts de dessins.
- Candi Selotumpuk : situé près de Kesamben, ce petit édifice en pierre volcanique présente des gravures de têtes de personnages et une yoni témoignant de son caractère shivaique.
- Candi Tepas : situé quelques centaines de mètres après Selotumpuk, c'est une structure de pierre massive, sans décoration.
- Candi Selorejo : situé dans le village du même nom, c’est une simple plateforme sur laquelle sont posées quelques statues et des bases de piliers en pierres. On reconnaît notamment un bœuf Nandi, monture de Shiva et deux makara qui évoquent deux coqs, d'où le nom de "Candi Jago" ("temple du coq", à ne pas confondre avec le Candi Jago, ou Jajaghu, de la région de Malang) sous lequel le site est connu localement.

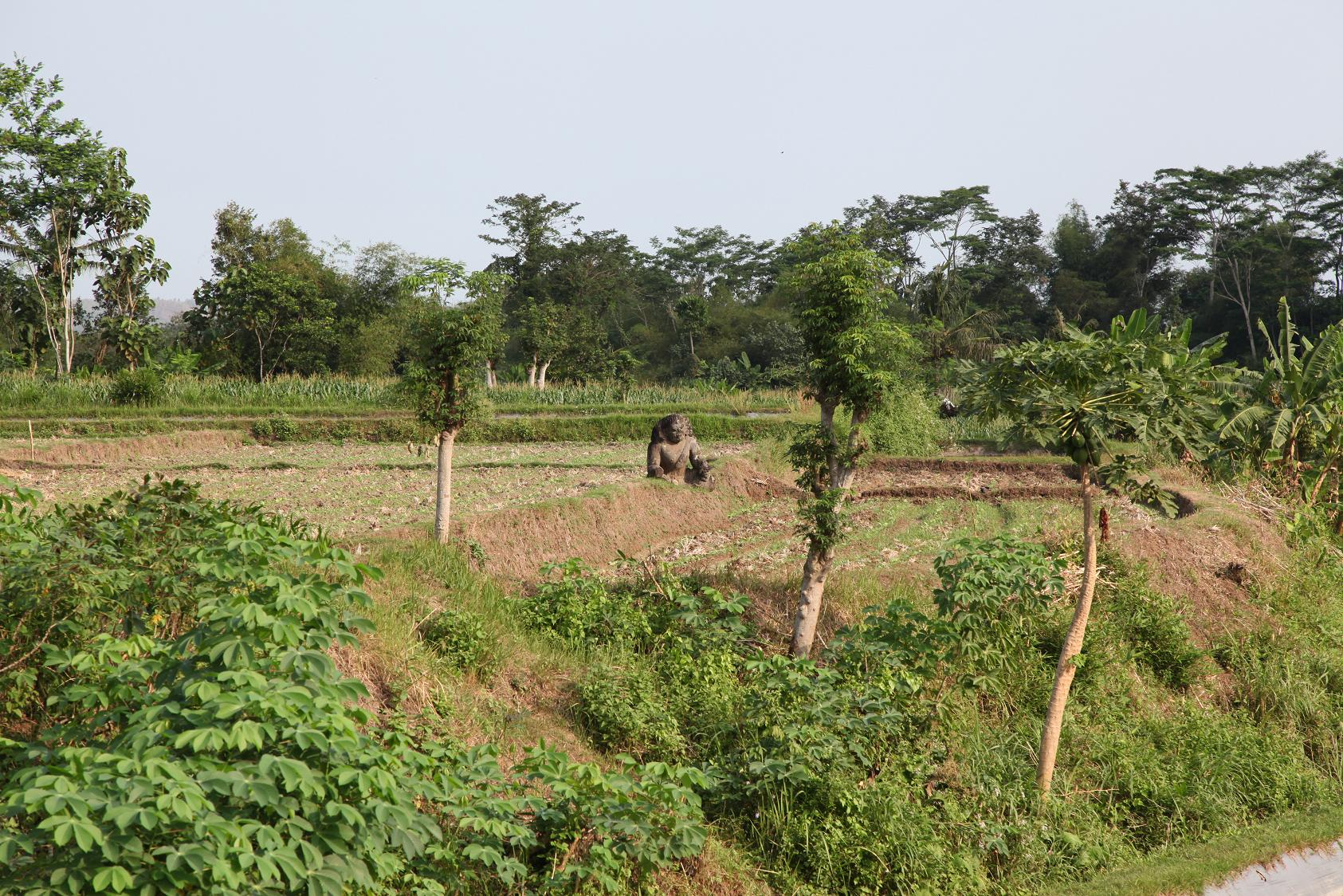
Le site de Bendosewu
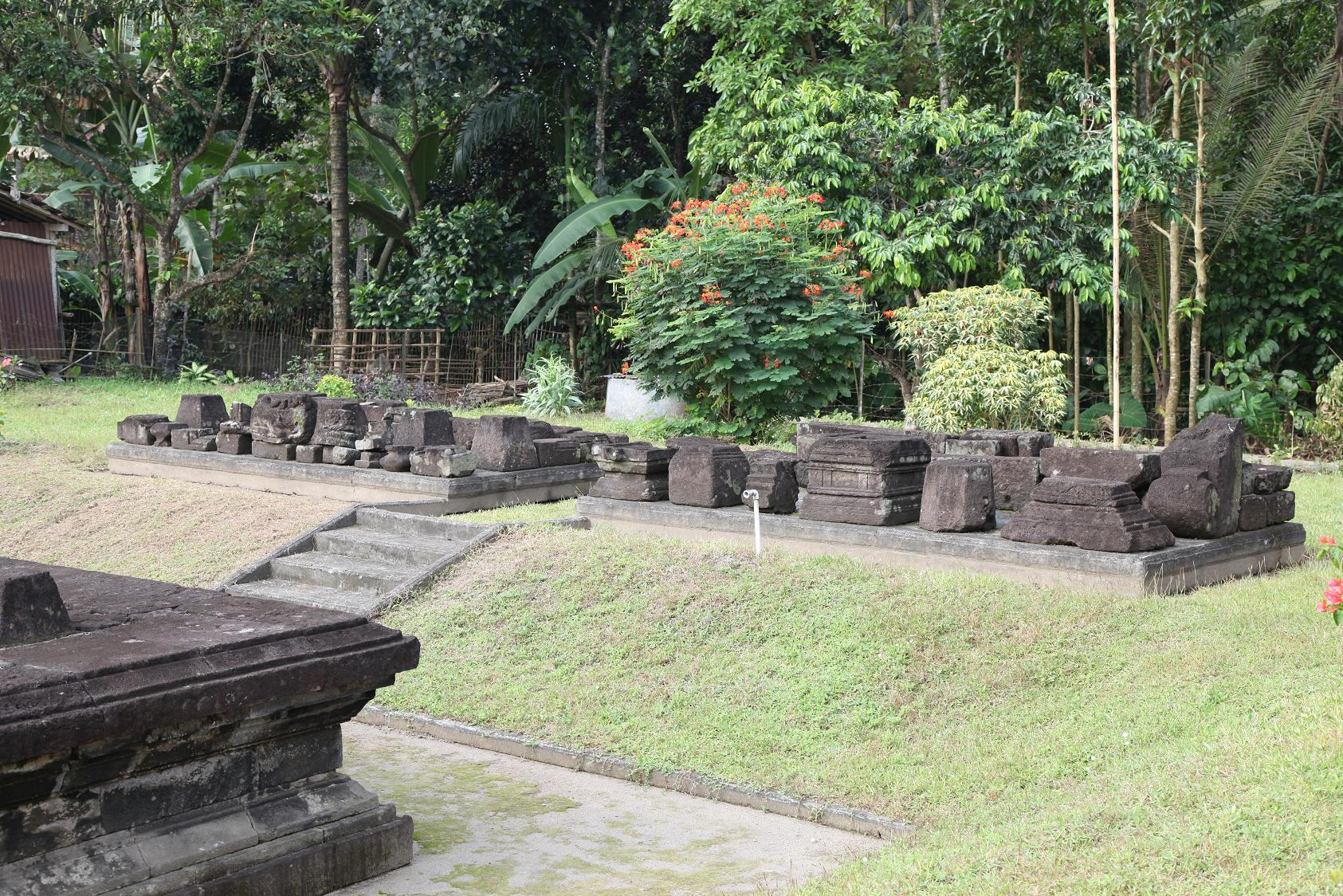
Le Candi Kotes
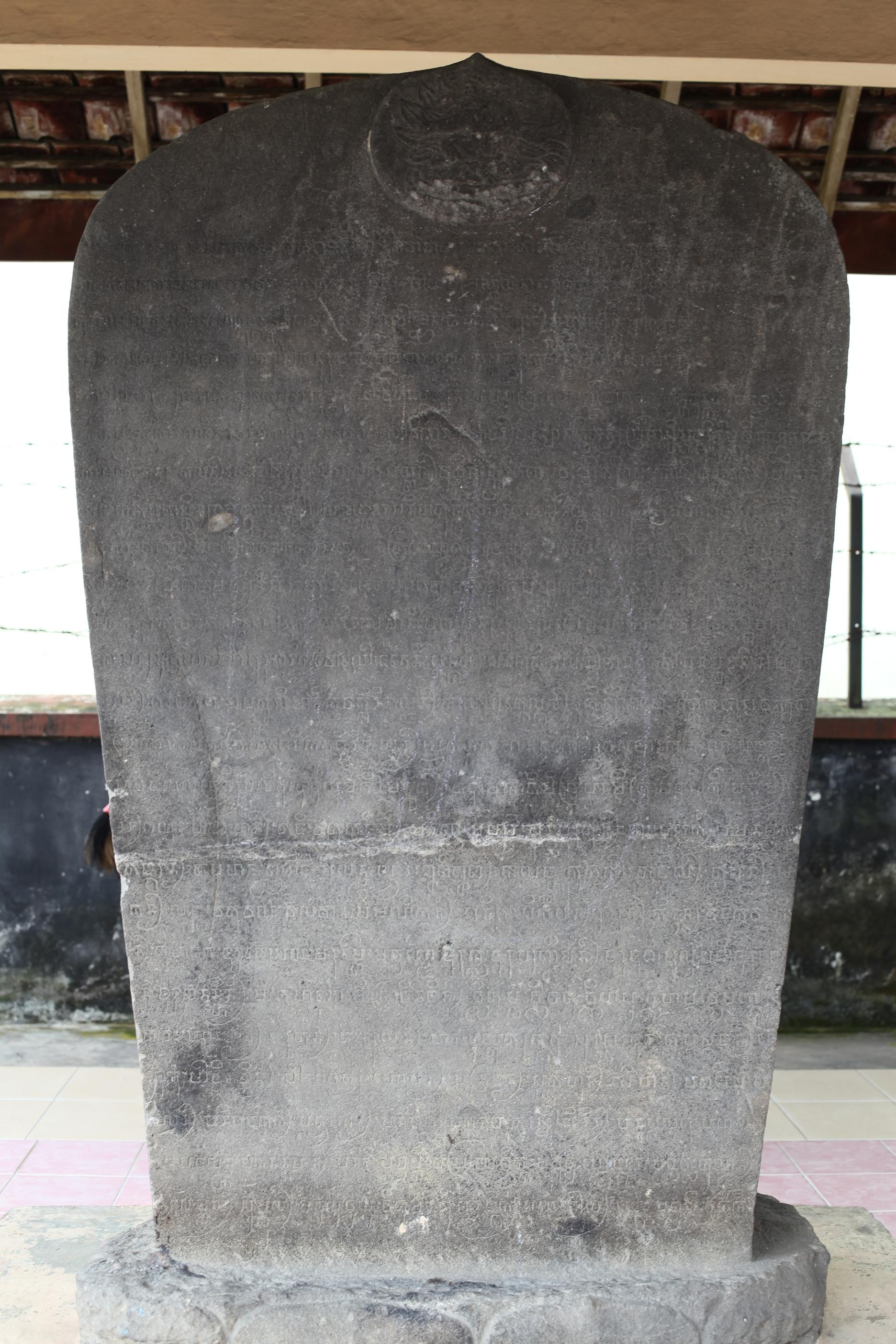
L'inscription de Munggut
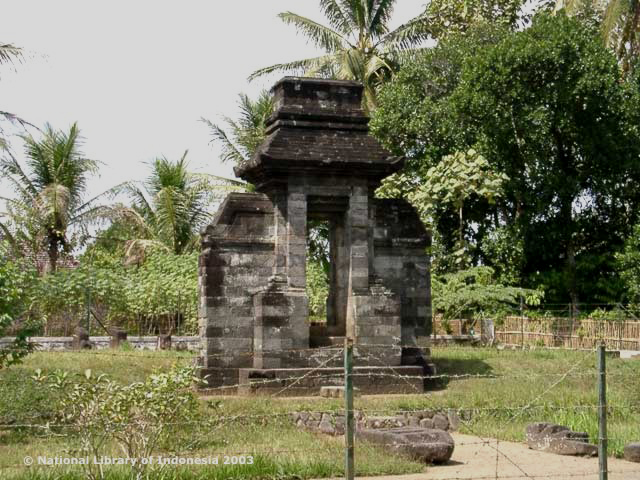
Le Candi Plumbangan
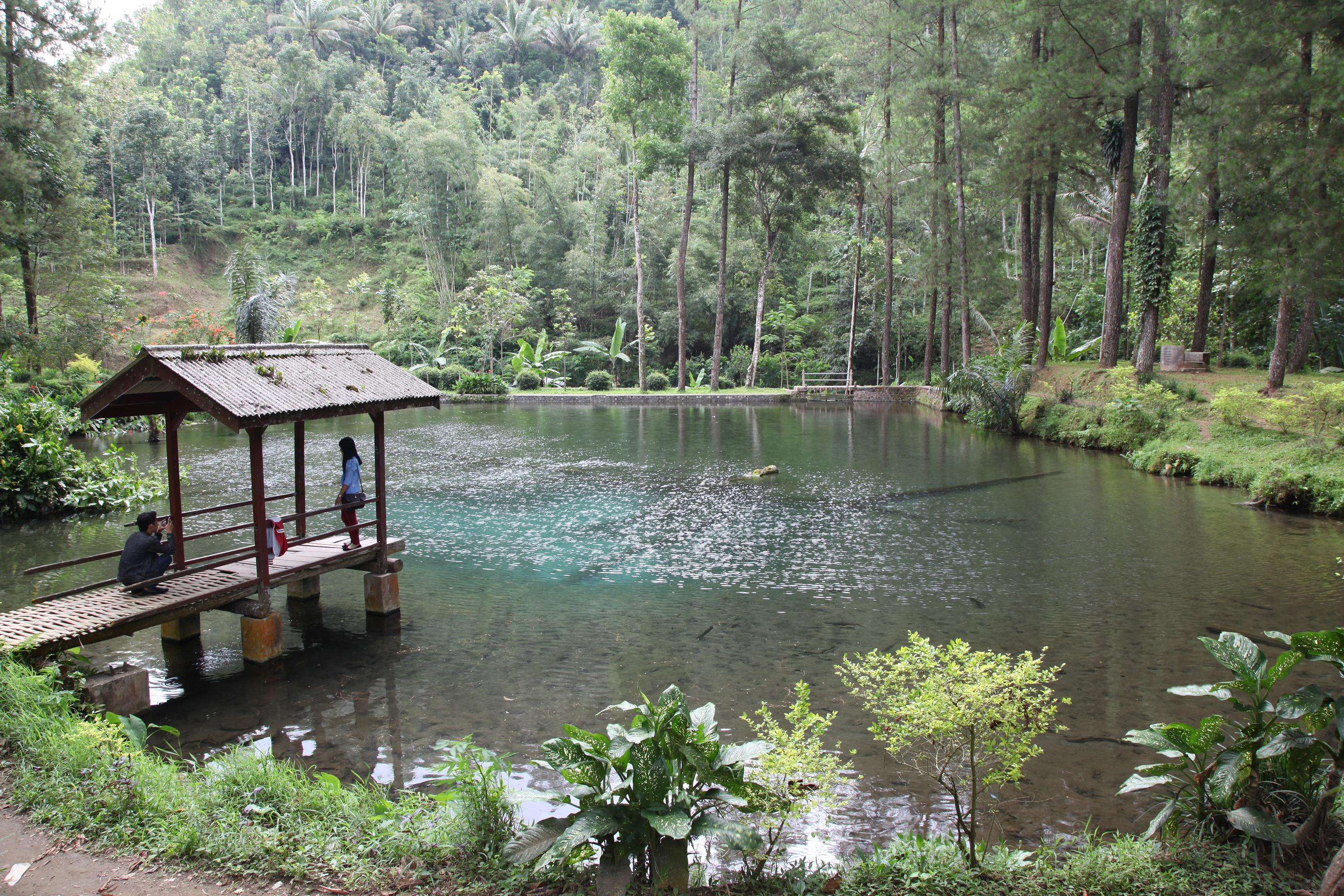
Le site de Rambut Monte
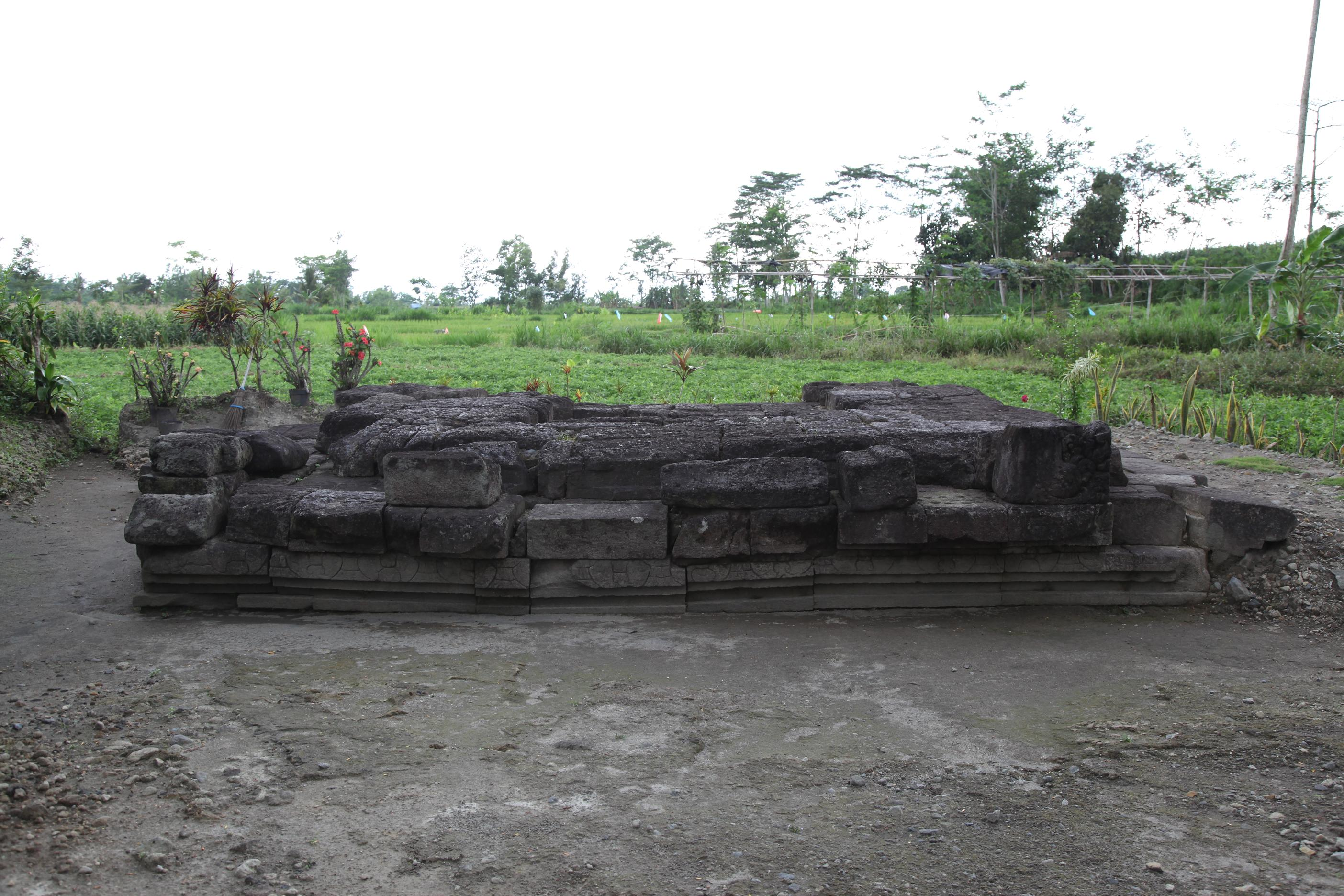
Le site de Sumberagung
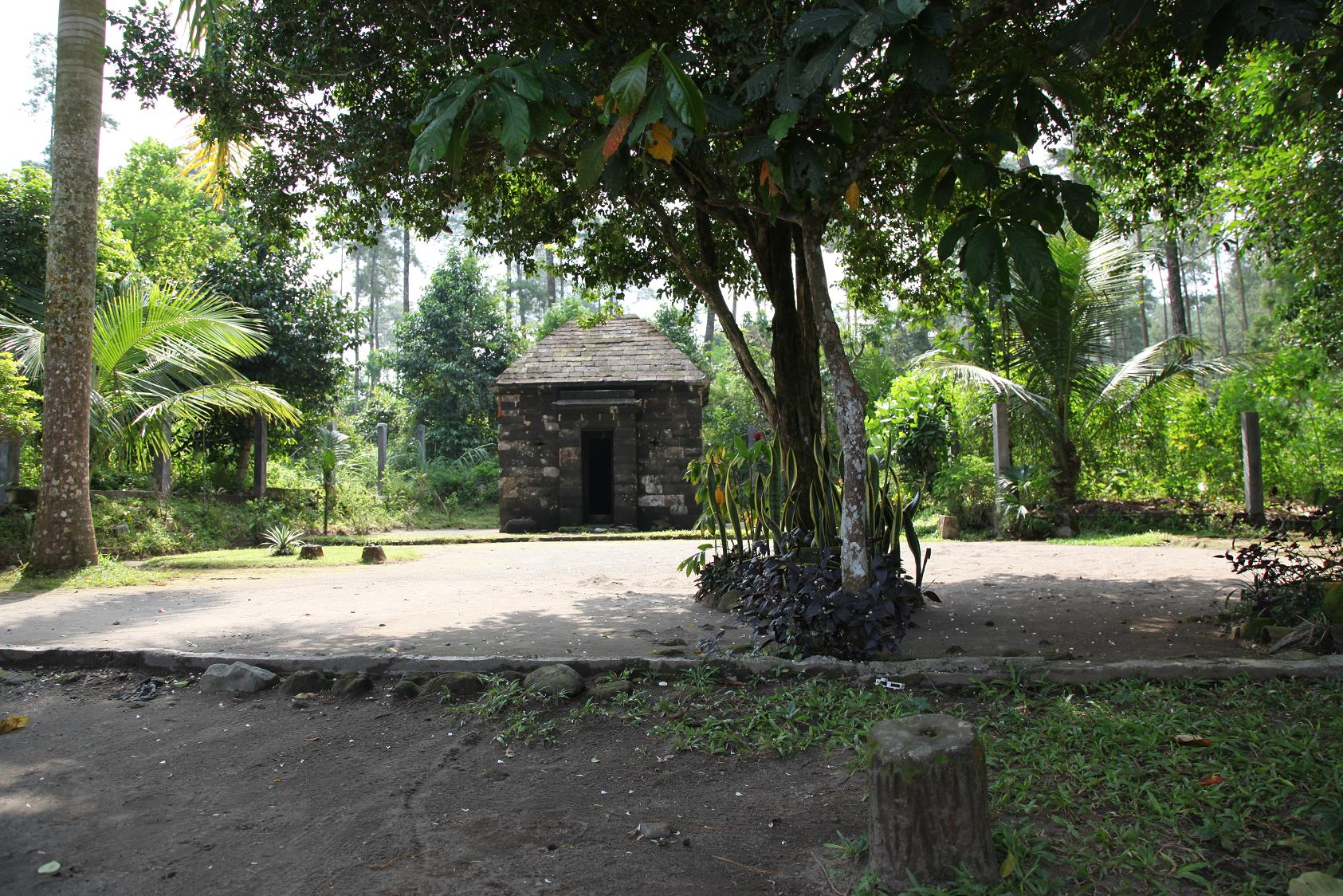
Le Candi Wringin Branjang

Source : Site de M. Rojo